# 林植夫

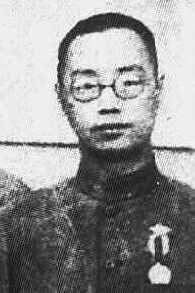
林植夫，1931年

林植夫（1881年—1965年10月28日），原名林骚。福州闽侯人。中华人民共和国政治人物。

## 生平
1906年赴日本留学，1910年加入中国同盟会，1911年归国参加推翻清朝；旋又赴日继续求学；1920年，毕业于东京帝国大学农学部林科；同年归国，曾任哈尔滨铁嫩森林公司技师；国立北京农业专门学校教育长、上海商务印书馆编辑、国民政府南京总政治部宣传上尉、驻福建海军陆战队第一旅政训少校主任、中国国民党广东省党部训练秘书、党部书记长。在香港曾发起成立中华民族革命同盟，任政委、书记。1933年参加反蒋的福建事变，事败后出走。1938年参加新四军，任敌军工作部部长，皖南事变被俘，被囚至抗战胜利。1947年加入中国民主同盟，并负责组建民盟福建省支部。中华人民共和国成立后，任福建省农林厅厅长、福建省政协副主席、福建省人民政府委员、中国民主同盟中央委员、福建省民盟支部主任委员等职。
1965年10月28日，因病在福建福州去世。

## 家庭
女兒：林建宙，夫金惠民並育有四子，金石開、金石聲、金石堅、金石文。